# NGC 869

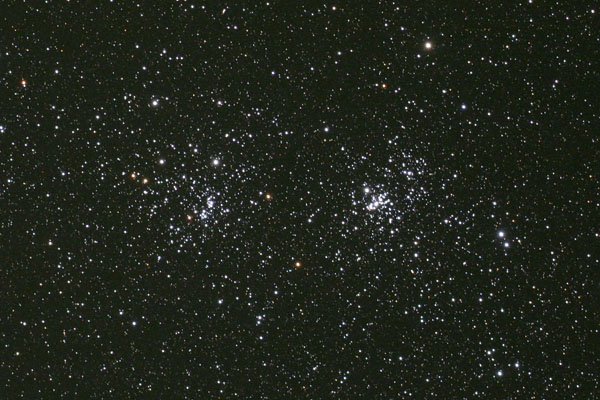
NGC 869 (dreapta) și NGC 884 (stânga); nordul este spre partea superioară.

NGC 869 este un roi deschis din constelația Perseu. Se află la o distanță de 7600 de ani-lumină și face parte din Roiul Dublu, împreună cu NGC 884.